# Hippodrome de Sarlande

L'Hippodrome de Sarlande se situe à Castillonnès en Lot-et-Garonne. C'est un hippodrome de trot avec une piste de 1 050 m en pouzzolane avec corde à droite.